# Bornholmsserien 2011-12
Sæson 2011-12 i Bornholmsserien. Den sjettebedste fodboldrække (en blandt flere) i dansk fodbold.
Det er derimod den bedste fodboldrække for herrer administreret af lokalunionen DBU Bornholm. Serien består af i alt 6 hold, som spiller 10 kampe ude og hjemme i efteråret, og 10 kampe ude og hjemme i foråret. Der spilles om oprykning til Københavnsserien

## Deltagere
| Hold                          | Hjemsted     | Stadion                      |
| ----------------------------- | ------------ | ---------------------------- |
| Hasle IF                      | Hasle        | Hasle Stadion                |
| Knudsker/RIK (RfB 2. hold)    | Rønne        | Rønne Stadion Syd            |
| Midtbornholm                  | Åkirkeby     | Åkirkeby Stadion             |
| Nexø Boldklub (2. hold)       | Nexø         | Nexø Stadion                 |
| Tejn/ASG                      | Tejn/Allinge | Tejn Stadion/Allinge Stadion |
| IK Viking Rønne (RfB 2. hold) | Rønne        | Rønne Stadion Nord           |

## Stilling
| Nr | Hold            | K  | V  | U | T  | Mf |   | Mi | +/- | P                                        |
| -- | --------------- | -- | -- | - | -- | -- | - | -- | --- | ---------------------------------------- |
| 1  | Midtbornholm    | 20 | 14 | 3 | 3  | 70 | – | 29 | +41 | 45Oprykningsplayoff til Københavnsserien |
| 2  | Knudsker/RIK    | 20 | 14 | 3 | 3  | 82 | – | 30 | +52 | 45                                       |
| 3  | IK Viking Rønne | 20 | 9  | 2 | 9  | 50 | – | 40 | +10 | 29                                       |
| 4  | Nexø Boldklub   | 20 | 8  | 2 | 10 | 51 | – | 34 | +17 | 26                                       |
| 5  | Hasle IF        | 20 | 5  | 3 | 12 | 35 | – | 90 | −55 | 18                                       |
| 6  | Tejn/ASG        | 20 | 3  | 1 | 16 | 23 | – | 88 | −65 | 10Nedrykning til Serie 1                 |

 Opdateret: 17. juni 2012
 K: Kampe spillet, V: Vundne kampe, U: Uafgjorte kampe, T: Tabte kampe, Mf: Mål for, Mi: Mål imod, +/-: Måldifference, P: Point

 

## Fodnoter
1. ↑  http://www.dbubornholm.dk/turneringer_og_resultater/resultatsoegning/position.aspx?poolid=128494 Dansk Boldspil-Union

|  | Infoboks uden skabelon Denne artikel har en infoboks dannet af en tabel eller tilsvarende. |